# Fußball-Weltmeisterschaft 1998
Die Endrunde der Fußball-Weltmeisterschaft 1998 (französisch FIFA Coupe Du Monde, englisch FIFA World Cup) war die 16. Ausspielung dieses bedeutendsten Turniers für Fußball-Nationalmannschaften und fand vom 10. Juni bis zum 12. Juli 1998 zum zweiten Mal nach 1938 in Frankreich statt. Erstmals waren 32 Länder vertreten.
Weltmeister wurde Gastgeber Frankreich im Finale gegen Titelverteidiger Brasilien. Der Vize-Weltmeister von 1994, Italien, schied im Viertelfinale gegen Frankreich aus. Dritter wurde Kroatien, das mit Davor Šuker (6 Tore) den Torschützenkönig stellte, durch den Sieg gegen die Niederlande im „kleinen Finale“.

## Vergabe
Für das Turnier bewarben sich Frankreich, Marokko und die Schweiz. Die Vergabe fand während der FIFA-Generalversammlung im Juli 1992 in Zürich statt. Die Schweizer Bewerbung wurde wegen technischer Mängel zurückgewiesen – unter anderem weil deren Konzept provisorische Stahlrohrtribünen in Stadien vorsah. Provisorien wurden aber seitens der FIFA nach der just zwei Monate zuvor passierten Katastrophe von Bastia verboten. Das 19-köpfige Exekutiv-Komitee stimmte im ersten Wahlgang mit 12:7 für Frankreich. Der Funktionär Chuck Blazer gestand 2013, Bestechungsgeld vom Bewerber Marokko für seine Stimme angenommen zu haben.

## Spielorte
Die Spiele der Weltmeisterschaft wurden in zehn Stadien in zehn verschiedenen Städten Frankreichs ausgetragen.
| Saint-Denis |

| Marseille |

| Paris |

| Lens |

| Lyon |

| Nantes |

| Toulouse |

| Saint-Étienne |

| Bordeaux |

| Montpellier |

| Saint-Denis |

| Marseille |

| Paris |

| Lens |

| Lyon |

| Nantes |

| Toulouse |

| Saint-Étienne |

| Bordeaux |

| Montpellier |

## Qualifikation
Um die Kontinentalverbände Asiens und Afrikas aufzuwerten und mehr Teilnehmer aus diesen Kontinenten aufnehmen zu können, wurde 1994 die Aufstockung der Weltmeisterschaft von 24 auf 32 Nationalmannschaften beschlossen. Erstmals für eine Fußball-Weltmeisterschaft konnten sich Jamaika, Japan, Kroatien, Südafrika und die BR Jugoslawien (später Serbien und Montenegro, heute aufgelöst) qualifizieren.

## Teilnehmer
Für die Endrunde qualifizierten sich letztlich, einschließlich Titelverteidiger Brasilien und Gastgeber Frankreich, folgende 32 Nationalmannschaften aus den jeweiligen Kontinentalverbänden:

Weltkarte der Teilnehmer und deren Platzierungen

| 15 aus Europa                              | Belgien     | Bulgarien  | Dänemark      | Deutschland | England     |
|                                            | Frankreich  | Italien    | Jugoslawien   | Kroatien    | Niederlande |
|                                            | Norwegen    | Österreich | Rumänien      | Spanien     | Schottland  |
| 5 aus Südamerika                           | Argentinien | Brasilien  | Chile         | Kolumbien   | Paraguay    |
| 3 aus Nord-, Mittelamerika und der Karibik | Jamaika     | Mexiko     | USA           |             |             |
| 5 aus Afrika                               | Kamerun     | Marokko    | Nigeria       | Südafrika   | Tunesien    |
| 4 aus Asien                                | Iran        | Japan      | Saudi-Arabien | Südkorea    |             |

## Auslosung
Erstmals fand die Auslosung in einem Fußballstadion, dem Vélodrome in Marseille statt. Die Lose zogen Franz Beckenbauer, Carlos Alberto Parreira, George Weah und Raymond Kopa.
- fix gesetzt: Brasilien (Weltmeister) auf A1 und Frankreich (Gastgeber) auf C1
- Topf 1: Italien • Spanien • Niederlande • Deutschland • Rumänien • Argentinien
- Topf 2: Kamerun • Marokko • Nigeria • Südafrika • Tunesien • Jamaika • Mexiko • USA
- Topf 3: Belgien • Bulgarien • Dänemark • England • Jugoslawien • Kroatien • Norwegen • Österreich • Schottland
- Topf 4: Iran • Japan • Saudi-Arabien • Südkorea • Chile • Kolumbien • Paraguay

Zuerst wurden aus Topf 1 die restlichen sechs Gruppenköpfe gezogen, die an erster Position ihrer Gruppe gesetzt wurden. Die acht Mannschaften aus Topf 2 wurden frei den acht Gruppenköpfen zugelost. Aus Topf 3 wurden acht der neun europäischen Mannschaften den acht Gruppen frei zugelost. Ein Team, Norwegen, blieb im Lostopf zurück und wurde gezielt einem südamerikanischen Gruppenkopf, Brasilien oder Argentinien, zugelost. Norwegen kam zu Brasilien in die Gruppe. Damit nicht zwei südamerikanische Mannschaften in einer Gruppe spielen, wurde das zuerst aus Topf 4 gezogene asiatische Team, Japan, dem anderen südamerikanischen Gruppenkopf, Argentinien, zugeordnet. Die restlichen Mannschaften aus Topf 4 wurden frei zugelost.
| Gruppe A    | Gruppe B       | Gruppe C      | Gruppe D    |
| ----------- | -------------- | ------------- | ----------- |
| Brasilien   | Italien        | Frankreich    | Spanien     |
| Schottland  | Chile          | Südafrika     | Nigeria     |
| Marokko     | Kamerun        | Saudi-Arabien | Paraguay    |
| Norwegen    | Österreich     | Dänemark      | Bulgarien   |
| Gruppe E    | Gruppe F       | Gruppe G      | Gruppe H    |
| Niederlande | Deutschland    | Rumänien      | Argentinien |
| Belgien     | USA            | Kolumbien     | Japan       |
| Südkorea    | BR Jugoslawien | England       | Jamaika     |
| Mexiko      | Iran           | Tunesien      | Kroatien    |

Für Infos zu den einzelnen WM-Gruppen und Kadern der Mannschaften auf den jeweiligen Link klicken.

## Modus
Die 32 Teilnehmer wurden in acht Vorgruppen mit je vier Mannschaften eingeteilt. Die Gruppensieger und Zweitplatzierten jeder Gruppe qualifizierten sich für das Achtelfinale. Ab dem Achtelfinale wurde das Turnier im K.-o.-System ausgetragen.

## Vorrunde

### Gruppe A
| Pl. | Land       | Sp. | S | U | N | Tore    | Diff. | Punkte |
| --- | ---------- | --- | - | - | - | ------- | ----- | ------ |
| 1.  | Brasilien  | 3   | 2 | 0 | 1 | 006:300 | +3    | 06     |
| 2.  | Norwegen   | 3   | 1 | 2 | 0 | 005:400 | +1    | 05     |
| 3.  | Marokko    | 3   | 1 | 1 | 1 | 005:500 | ±0    | 04     |
| 4.  | Schottland | 3   | 0 | 1 | 2 | 002:600 | −4    | 01     |

| 10. Juni 1998, 17:30 Uhr in Saint-Denis   |   |            |           |
| Brasilien                                 | – | Schottland | 2:1 (1:1) |
| 10. Juni 1998, 21:00 Uhr in Montpellier   |   |            |           |
| Marokko                                   | – | Norwegen   | 2:2 (1:1) |
| 16. Juni 1998, 17:30 Uhr in Bordeaux      |   |            |           |
| Schottland                                | – | Norwegen   | 1:1 (0:0) |
| 16. Juni 1998, 21:00 Uhr in Nantes        |   |            |           |
| Brasilien                                 | – | Marokko    | 3:0 (2:0) |
| 23. Juni 1998, 21:00 Uhr in Marseille     |   |            |           |
| Brasilien                                 | – | Norwegen   | 1:2 (0:0) |
| 23. Juni 1998, 21:00 Uhr in Saint-Étienne |   |            |           |
| Schottland                                | – | Marokko    | 0:3 (0:1) |

Wie die vorherigen Weltmeister hatte auch Brasilien große Probleme im Eröffnungsspiel und gewann gegen Schottland letztlich nur durch ein Eigentor 17 Minuten vor Schluss mit 2:1. Im zweiten Gruppenspiel deklassierte der Titelverteidiger Marokko mit 3:0, sodass vor dem letzten Spiel der Gruppensieg gesichert war. In dieser Partie setzte sich Norwegen mit 2:1 durch und schloss die Gruppenphase auf dem 2. Platz ab. Marokko schlug Schottland im Parallelspiel deutlich mit 3:0, schied aber aufgrund der geringeren Punktzahl aus. Für beide Mannschaften wäre der Einzug ins Achtelfinale durch einen eigenen Sieg im letzten Gruppenspiel noch möglich gewesen, was durch den Sieg Norwegens aber verhindert wurde.

### Gruppe B
| Pl. | Land       | Sp. | S | U | N | Tore    | Diff. | Punkte |
| --- | ---------- | --- | - | - | - | ------- | ----- | ------ |
| 1.  | Italien    | 3   | 2 | 1 | 0 | 007:300 | +4    | 07     |
| 2.  | Chile      | 3   | 0 | 3 | 0 | 004:400 | ±0    | 03     |
| 3.  | Österreich | 3   | 0 | 2 | 1 | 003:400 | −1    | 02     |
| 4.  | Kamerun    | 3   | 0 | 2 | 1 | 002:500 | −3    | 02     |

| 11. Juni 1998, 17:30 Uhr in Bordeaux      |   |            |           |
| Italien                                   | – | Chile      | 2:2 (1:1) |
| 11. Juni 1998, 21:00 Uhr in Toulouse      |   |            |           |
| Kamerun                                   | – | Österreich | 1:1 (0:0) |
| 17. Juni 1998, 17:30 Uhr in Saint-Étienne |   |            |           |
| Chile                                     | – | Österreich | 1:1 (0:0) |
| 17. Juni 1998, 21:00 Uhr in Montpellier   |   |            |           |
| Italien                                   | – | Kamerun    | 3:0 (1:0) |
| 23. Juni 1998, 16:00 Uhr in Saint-Denis   |   |            |           |
| Italien                                   | – | Österreich | 2:1 (1:0) |
| 23. Juni 1998, 16:00 Uhr in Nantes        |   |            |           |
| Chile                                     | – | Kamerun    | 1:1 (1:0) |

Auch Italien hatte bei seinem Start ins Turnier Probleme. Im ersten Gruppenspiel gegen Chile verhinderte ein Elfmetertor von Roberto Baggio zwei Minuten vor dem Ende den Überraschungssieg der Südamerikaner. Die Italiener kamen anschließend besser ins Turnier und wurden doch noch mit deutlichem Vorsprung Gruppensieger. Für Chile reichten drei Unentschieden, um ebenfalls ins Achtelfinale einzuziehen. Österreich gelang es gegen Kamerun und Chile, jeweils in der Nachspielzeit auszugleichen. Durch die Niederlage gegen Italien schieden sie trotzdem aus. Kamerun musste sich wie schon vier Jahre zuvor sieglos aus dem Turnier verabschieden.

### Gruppe C
| Pl. | Land          | Sp. | S | U | N | Tore    | Diff. | Punkte |
| --- | ------------- | --- | - | - | - | ------- | ----- | ------ |
| 1.  | Frankreich    | 3   | 3 | 0 | 0 | 009:100 | +8    | 09     |
| 2.  | Dänemark      | 3   | 1 | 1 | 1 | 003:300 | ±0    | 04     |
| 3.  | Südafrika     | 3   | 0 | 2 | 1 | 003:600 | −3    | 02     |
| 4.  | Saudi-Arabien | 3   | 0 | 1 | 2 | 002:700 | −5    | 01     |

| 12. Juni 1998, 17:30 Uhr in Lens        |   |               |           |
| Saudi-Arabien                           | – | Dänemark      | 0:1 (0:0) |
| 12. Juni 1998, 21:00 Uhr in Marseille   |   |               |           |
| Frankreich                              | – | Südafrika     | 3:0 (1:0) |
| 18. Juni 1998, 17:30 Uhr in Toulouse    |   |               |           |
| Südafrika                               | – | Dänemark      | 1:1 (0:1) |
| 18. Juni 1998, 21:00 Uhr in Saint-Denis |   |               |           |
| Frankreich                              | – | Saudi-Arabien | 4:0 (1:0) |
| 24. Juni 1998, 16:00 Uhr in Lyon        |   |               |           |
| Frankreich                              | – | Dänemark      | 2:1 (1:1) |
| 24. Juni 1998, 16:00 Uhr in Bordeaux    |   |               |           |
| Südafrika                               | – | Saudi-Arabien | 2:2 (1:1) |

Die Gruppe C zeichnete sich durch die souveräne Form des Gastgebers aus. Auch das letzte Gruppenspiel gegen Dänemark gewannen die Franzosen, obwohl Trainer Jacquet fast alle Stammspieler fürs Achtelfinale schonte. Dänemark konnte in dieser Vorrunde noch nicht überzeugen, war durch die Niederlage gegen Frankreich am letzten Gruppenspieltag sogar auf Schützenhilfe Saudi-Arabiens angewiesen, die sie auch erhielten. WM-Debütant Südafrika konnte die teilweise recht hohen Erwartungen nicht halten. Der Geheimfavorit aufs Achtelfinale kam nur zu zwei Unentschieden. Die Mannschaft aus Saudi-Arabien konnte die Überraschung der letzten WM nicht wiederholen, konnten aber mit Dänemark und Südafrika mithalten.

### Gruppe D
| Pl. | Land      | Sp. | S | U | N | Tore    | Diff. | Punkte |
| --- | --------- | --- | - | - | - | ------- | ----- | ------ |
| 1.  | Nigeria   | 3   | 2 | 0 | 1 | 005:500 | ±0    | 06     |
| 2.  | Paraguay  | 3   | 1 | 2 | 0 | 003:100 | +2    | 05     |
| 3.  | Spanien   | 3   | 1 | 1 | 1 | 008:400 | +4    | 04     |
| 4.  | Bulgarien | 3   | 0 | 1 | 2 | 001:700 | −6    | 01     |

| 12. Juni 1998, 14:30 Uhr in Montpellier   |   |           |           |
| Paraguay                                  | – | Bulgarien | 0:0       |
| 13. Juni 1998, 14:30 Uhr in Nantes        |   |           |           |
| Spanien                                   | – | Nigeria   | 2:3 (1:1) |
| 19. Juni 1998, 17:30 Uhr in Paris         |   |           |           |
| Nigeria                                   | – | Bulgarien | 1:0 (1:0) |
| 19. Juni 1998, 21:00 Uhr in Saint-Étienne |   |           |           |
| Spanien                                   | – | Paraguay  | 0:0       |
| 24. Juni 1998, 21:00 Uhr in Lens          |   |           |           |
| Spanien                                   | – | Bulgarien | 6:1 (2:0) |
| 24. Juni 1998, 21:00 Uhr in Toulouse      |   |           |           |
| Nigeria                                   | – | Paraguay  | 1:3 (1:1) |

In der Überraschungsgruppe D setzte sich für die vor dem Turnier wieder einmal favorisierten Spanier mit dem frühen Ausscheiden eine langjährige Tradition fort. Nachdem sie gegen Nigeria stark begonnen hatten, ging das Spiel u. a. durch einen Torwartfehler von Zubizarreta und ein Weitschusstor von Sunday Oliseh verloren. Nigeria überraschte schon bei der WM 1994 und hatte sich durch das 1:0 über Bulgarien auch diesmal den Gruppensieg vorzeitig gesichert. Das spielerisch enttäuschende 0:0 der Spanier gegen defensivstarke Paraguayer um Chilavert sollte letztlich die Vorentscheidung im Kampf ums Weiterkommen sein, denn Paraguay hatte damit die besten Karten auf den zweiten Platz. Obwohl die Spanier in ihrem dritten Gruppenspiel eine überragende Leistung boten und den Deutschlandbezwinger von 1994 mit 6:1 schlugen, schieden sie schließlich doch aus, da Paraguay überraschend gegen die Nigerianer siegte. Für Bulgarien läutete diese WM das Ende der „Goldenen Generation“ um Stoitschkow, Balakow oder Kostadinow ein. Sie enttäuschten auf ganzer Linie.

### Gruppe E
| Pl. | Land        | Sp. | S | U | N | Tore    | Diff. | Punkte |
| --- | ----------- | --- | - | - | - | ------- | ----- | ------ |
| 1.  | Niederlande | 3   | 1 | 2 | 0 | 007:200 | +5    | 05     |
| 2.  | Mexiko      | 3   | 1 | 2 | 0 | 007:500 | +2    | 05     |
| 3.  | Belgien     | 3   | 0 | 3 | 0 | 003:300 | ±0    | 03     |
| 4.  | Südkorea    | 3   | 0 | 1 | 2 | 002:900 | −7    | 01     |

| 13. Juni 1998, 17:30 Uhr in Lyon          |   |          |           |
| Südkorea                                  | – | Mexiko   | 1:3 (1:0) |
| 13. Juni 1998, 21:00 Uhr in Saint-Denis   |   |          |           |
| Niederlande                               | – | Belgien  | 0:0       |
| 20. Juni 1998, 17:30 Uhr in Bordeaux      |   |          |           |
| Belgien                                   | – | Mexiko   | 2:2 (1:0) |
| 20. Juni 1998, 21:00 Uhr in Marseille     |   |          |           |
| Niederlande                               | – | Südkorea | 5:0 (2:0) |
| 25. Juni 1998, 16:00 Uhr in Paris         |   |          |           |
| Belgien                                   | – | Südkorea | 1:1 (1:0) |
| 25. Juni 1998, 16:00 Uhr in Saint-Étienne |   |          |           |
| Niederlande                               | – | Mexiko   | 2:2 (2:0) |

Belgien hatte zuvor bei vier WM-Endrunden in Folge stets die Vorrunde überstanden, diesmal aber reichte es nicht, da die Belgier nur dreimal Unentschieden spielten. Mexiko gelang es sowohl gegen Belgien als auch gegen die Niederlande aus einem 0:2 ein 2:2 zu machen. Die Niederländer starteten mäßig ins Turnier mit einem 0:0 gegen den Nachbarn Belgien, gegen den es in der Qualifikation noch zwei klare Siege gegeben hatte. Einzig das überragende 5:0 über Südkorea brachte Holland den Gruppensieg. Südkorea musste weiterhin auf seinen ersten WM-Sieg warten, holte aber ein Unentschieden gegen Belgien, was diesen endgültig die Achtelfinal-Teilnahme verbaute.

### Gruppe F
| Pl. | Land        | Sp. | S | U | N | Tore    | Diff. | Punkte |
| --- | ----------- | --- | - | - | - | ------- | ----- | ------ |
| 1.  | Deutschland | 3   | 2 | 1 | 0 | 006:200 | +4    | 07     |
| 2.  | Jugoslawien | 3   | 2 | 1 | 0 | 004:200 | +2    | 07     |
| 3.  | Iran        | 3   | 1 | 0 | 2 | 002:400 | −2    | 03     |
| 4.  | USA         | 3   | 0 | 0 | 3 | 001:500 | −4    | 0      |

| 14. Juni 1998, 17:30 Uhr in Saint-Étienne |   |             |           |
| Jugoslawien                               | – | Iran        | 1:0 (0:0) |
| 15. Juni 1998, 21:00 Uhr in Paris         |   |             |           |
| Deutschland                               | – | USA         | 2:0 (1:0) |
| 21. Juni 1998, 14:30 Uhr in Lens          |   |             |           |
| Deutschland                               | – | Jugoslawien | 2:2 (0:1) |
| 21. Juni 1998, 21:00 Uhr in Lyon          |   |             |           |
| USA                                       | – | Iran        | 1:2 (0:2) |
| 25. Juni 1998, 21:00 Uhr in Montpellier   |   |             |           |
| Deutschland                               | – | Iran        | 2:0 (0:0) |
| 25. Juni 1998, 21:00 Uhr in Nantes        |   |             |           |
| USA                                       | – | Jugoslawien | 0:1 (0:1) |

Die Gruppe F stellte die deutsche Elf unter Berti Vogts vor durchaus lösbare Aufgaben, und so gelang auch der für deutsche Mannschaften meist schwierige Auftakt. Die USA wurden 2:0 geschlagen, auch dank gut ausgenutzter Standardsituationen. Mit Jugoslawien traf der Europameister auf einen alten Bekannten. In einem engen Spiel gelang es den Deutschen, eine 2:0-Führung der starken Jugoslawen durch ein Eigentor und einen Treffer von Oliver Bierhoff aufzuholen.
Im letzten Spiel gegen den Iran musste noch mindestens ein Unentschieden her. Dank des Sieges und der damit besseren Tordifferenz umging Deutschland den späteren Halbfinalisten Niederlande.
Der Iran, der sich in der Relegation gegen Australien als letzte Mannschaft überhaupt für dieses Turnier qualifiziert hatte, galt als Außenseiter der Gruppe, überraschte aber durch einen Sieg gegen die USA. In der internationalen Presse fanden die fairen Gesten beider Mannschaften vor dem Spiel Erwähnung.

### Gruppe G
| Pl. | Land      | Sp. | S | U | N | Tore    | Diff. | Punkte |
| --- | --------- | --- | - | - | - | ------- | ----- | ------ |
| 1.  | Rumänien  | 3   | 2 | 1 | 0 | 004:200 | +2    | 07     |
| 2.  | England   | 3   | 2 | 0 | 1 | 005:200 | +3    | 06     |
| 3.  | Kolumbien | 3   | 1 | 0 | 2 | 001:300 | −2    | 03     |
| 4.  | Tunesien  | 3   | 0 | 1 | 2 | 001:400 | −3    | 01     |

| 15. Juni 1998, 14:30 Uhr in Marseille   |   |           |           |
| England                                 | – | Tunesien  | 2:0 (1:0) |
| 15. Juni 1998, 17:30 Uhr in Lyon        |   |           |           |
| Rumänien                                | – | Kolumbien | 1:0 (1:0) |
| 22. Juni 1998, 17:30 Uhr in Montpellier |   |           |           |
| Kolumbien                               | – | Tunesien  | 1:0 (0:0) |
| 22. Juni 1998, 21:00 Uhr in Toulouse    |   |           |           |
| Rumänien                                | – | England   | 2:1 (0:0) |
| 26. Juni 1998, 21:00 Uhr in Saint-Denis |   |           |           |
| Rumänien                                | – | Tunesien  | 1:1 (0:1) |
| 26. Juni 1998, 21:00 Uhr in Lens        |   |           |           |
| Kolumbien                               | – | England   | 0:2 (0:2) |

Mit großen Hoffnungen, die Misserfolge der 1990er zu beenden, ging das junge englische Team um David Beckham in die WM 1998, und dem Weltmeister von 1966 gelang ein Auftaktsieg gegen Tunesien. Im zweiten Spiel sollte jedoch Rumänien seine Leistung von vor vier Jahren bestätigen. In einem äußerst spannenden Spiel sorgte Petrescus Treffer für einen Sieg in letzter Minute gegen die englische Mannschaft. Trotz des folgenden müden 1:1 gegen Tunesien sicherte sich Rumänien damit vor England den ersten Platz.
Kolumbien um Altstar Valderrama beendete das Turnier mit 3 Punkten auf Platz 3. Wie schon vier Jahre zuvor unterlag Kolumbien den Rumänen im ersten Gruppenspiel. Nach einem Sieg über Tunesien war das letzte Spiel gegen England nochmal ein Endspiel um Platz 2, das die Engländer aber für sich entschieden.

### Gruppe H
| Pl. | Land        | Sp. | S | U | N | Tore    | Diff. | Punkte |
| --- | ----------- | --- | - | - | - | ------- | ----- | ------ |
| 1.  | Argentinien | 3   | 3 | 0 | 0 | 007:000 | +7    | 09     |
| 2.  | Kroatien    | 3   | 2 | 0 | 1 | 004:200 | +2    | 06     |
| 3.  | Jamaika     | 3   | 1 | 0 | 2 | 003:900 | −6    | 03     |
| 4.  | Japan       | 3   | 0 | 0 | 3 | 001:400 | −3    | 0      |

| 14. Juni 1998, 14:30 Uhr in Toulouse |   |          |           |
| Argentinien                          | – | Japan    | 1:0 (1:0) |
| 14. Juni 1998, 21:00 Uhr in Lens     |   |          |           |
| Jamaika                              | – | Kroatien | 1:3 (1:1) |
| 20. Juni 1998, 14:30 Uhr in Nantes   |   |          |           |
| Japan                                | – | Kroatien | 0:1 (0:0) |
| 21. Juni 1998, 17:30 Uhr in Paris    |   |          |           |
| Argentinien                          | – | Jamaika  | 5:0 (1:0) |
| 26. Juni 1998, 16:00 Uhr in Bordeaux |   |          |           |
| Argentinien                          | – | Kroatien | 1:0 (1:0) |
| 26. Juni 1998, 16:00 Uhr in Lyon     |   |          |           |
| Japan                                | – | Jamaika  | 1:2 (0:1) |

In Gruppe H bot sich ein sehr deutliches Bild. Argentinien und Kroatien waren die klaren Favoriten für die ersten beiden Plätze. Den beiden WM-Neulingen Japan und Jamaika wurde dagegen kaum eine Chance gegeben. So überraschte es nicht, dass nach zwei Spieltagen Argentinien und Kroatien im Achtelfinale standen, nachdem unter anderem Argentiniens Stürmerstar Gabriel Batistuta die jamaikanische Hintermannschaft mit einem lupenreinen Hattrick innerhalb von zehn Minuten deklassiert hatte. Dennoch brachte die jamaikanische Mannschaft mit ihren Fans, die jedes Spiel wie ein Reggae-Konzert zelebrierten, reichlich Farbe in die WM. Der dritte WM-Neuling Kroatien war noch nicht richtig ins Turnier gekommen, es reichte in dieser Gruppe aber zum Weiterkommen. Japan bereitete den beiden Favoriten große Probleme, landete am Ende aber trotzdem punktlos auf dem letzten Platz.

## Finalrunde
|  | Achtelfinale    | Achtelfinale |             |          | Viertelfinale    | Viertelfinale |  |  | Halbfinale | Halbfinale |  |  | Finale | Finale |
|  |                 |              |             |          |                  |               |  |  |            |            |  |  |        |        |
|  |                 |              |             |          |                  |               |  |  |            |            |  |  |        |        |
|  | A1: Brasilien   | 4            |             |          |                  |               |  |  |            |            |  |  |        |        |
|  | A1: Brasilien   | 4            |             |          |                  |               |  |  |            |            |  |  |        |        |
|  | B2: Chile       | 1            |             |          |                  |               |  |  |            |            |  |  |        |        |
|  | B2: Chile       | 1            | Brasilien   | 3        |                  |               |  |  |            |            |  |  |        |        |
|  |                 |              | Brasilien   | 3        |                  |               |  |  |            |            |  |  |        |        |
|  |                 | Dänemark     | 2           |          |                  |               |  |  |            |            |  |  |        |        |
|  | D1: Nigeria     | Dänemark     | 2           | 1        |                  |               |  |  |            |            |  |  |        |        |
|  | D1: Nigeria     |              |             | 1        |                  |               |  |  |            |            |  |  |        |        |
|  | C2: Dänemark    | 4            |             |          |                  |               |  |  |            |            |  |  |        |        |
|  | C2: Dänemark    | 4            | Brasilien   | 21 (4)2  |                  |               |  |  |            |            |  |  |        |        |
|  |                 |              | Brasilien   | 21 (4)2  |                  |               |  |  |            |            |  |  |        |        |
|  |                 | Niederlande  | 1 (2)       |          |                  |               |  |  |            |            |  |  |        |        |
|  | E1: Niederlande | Niederlande  | 1 (2)       | 2        |                  |               |  |  |            |            |  |  |        |        |
|  | E1: Niederlande |              |             | 2        |                  |               |  |  |            |            |  |  |        |        |
|  | F2: Jugoslawien | 1            |             |          |                  |               |  |  |            |            |  |  |        |        |
|  | F2: Jugoslawien | 1            | Niederlande | 2        |                  |               |  |  |            |            |  |  |        |        |
|  |                 |              | Niederlande | 2        |                  |               |  |  |            |            |  |  |        |        |
|  |                 | Argentinien  | 1           |          |                  |               |  |  |            |            |  |  |        |        |
|  | H1: Argentinien | Argentinien  | 1           | 22 (4)2  |                  |               |  |  |            |            |  |  |        |        |
|  | H1: Argentinien |              |             | 22 (4)2  |                  |               |  |  |            |            |  |  |        |        |
|  | G2: England     | 2 (3)        |             |          |                  |               |  |  |            |            |  |  |        |        |
|  | G2: England     | 2 (3)        | Brasilien   | 0        |                  |               |  |  |            |            |  |  |        |        |
|  |                 |              | Brasilien   | 0        |                  |               |  |  |            |            |  |  |        |        |
|  |                 | Frankreich   | 3           |          |                  |               |  |  |            |            |  |  |        |        |
|  | B1: Italien     | Frankreich   | 3           | 1        |                  |               |  |  |            |            |  |  |        |        |
|  | B1: Italien     |              |             | 1        |                  |               |  |  |            |            |  |  |        |        |
|  | A2: Norwegen    | 0            |             |          |                  |               |  |  |            |            |  |  |        |        |
|  | A2: Norwegen    | 0            | Italien     | 0 (3)    |                  |               |  |  |            |            |  |  |        |        |
|  |                 |              | Italien     | 0 (3)    |                  |               |  |  |            |            |  |  |        |        |
|  |                 | Frankreich   | 20 (4)2     |          |                  |               |  |  |            |            |  |  |        |        |
|  | C1: Frankreich  | Frankreich   | 20 (4)2     | 1        |                  |               |  |  |            |            |  |  |        |        |
|  | C1: Frankreich  |              |             | 1        |                  |               |  |  |            |            |  |  |        |        |
|  | D2: Paraguay    | 0            |             |          |                  |               |  |  |            |            |  |  |        |        |
|  | D2: Paraguay    | 0            | Frankreich  | 2        |                  |               |  |  |            |            |  |  |        |        |
|  |                 |              | Frankreich  | 2        |                  |               |  |  |            |            |  |  |        |        |
|  |                 | Kroatien     | 1           |          |                  |               |  |  |            |            |  |  |        |        |
|  | F1: Deutschland | Kroatien     | 1           | 2        |                  |               |  |  |            |            |  |  |        |        |
|  | F1: Deutschland |              |             | 2        |                  |               |  |  |            |            |  |  |        |        |
|  | E2: Mexiko      | 1            |             |          |                  |               |  |  |            |            |  |  |        |        |
|  | E2: Mexiko      | 1            | Deutschland | 0        |                  |               |  |  |            |            |  |  |        |        |
|  |                 |              | Deutschland | 0        | Spiel um Platz 3 |               |  |  |            |            |  |  |        |        |
|  |                 | Kroatien     | 3           |          |                  |               |  |  |            |            |  |  |        |        |
|  | G1: Rumänien    | Kroatien     | 3           | 0        | Niederlande      | 1             |  |  |            |            |  |  |        |        |
|  | G1: Rumänien    |              |             | 0        | Niederlande      | 1             |  |  |            |            |  |  |        |        |
|  | H2: Kroatien    | 1            |             | Kroatien | 2                |               |  |  |            |            |  |  |        |        |

1 Sieg nach Golden Goal
2 Sieg im Elfmeterschießen

### Achtelfinale
| 27. Juni 1998, 16:30 Uhr in Marseille     |   |             |                                 |
| Italien                                   | – | Norwegen    | 1:0 (1:0)                       |
| 27. Juni 1998, 21:00 Uhr in Paris         |   |             |                                 |
| Brasilien                                 | – | Chile       | 4:1 (3:0)                       |
| 28. Juni 1998, 16:30 Uhr in Lens          |   |             |                                 |
| Frankreich                                | – | Paraguay    | 1:0 n.GG                        |
| 28. Juni 1998, 21:00 Uhr in Saint-Denis   |   |             |                                 |
| Nigeria                                   | – | Dänemark    | 1:4 (0:3)                       |
| 29. Juni 1998, 16:30 Uhr in Montpellier   |   |             |                                 |
| Deutschland                               | – | Mexiko      | 2:1 (0:0)                       |
| 29. Juni 1998, 21:00 Uhr in Toulouse      |   |             |                                 |
| Niederlande                               | – | Jugoslawien | 2:1 (1:0)                       |
| 30. Juni 1998, 16:30 Uhr in Bordeaux      |   |             |                                 |
| Rumänien                                  | – | Kroatien    | 0:1 (0:1)                       |
| 30. Juni 1998, 21:00 Uhr in Saint-Étienne |   |             |                                 |
| Argentinien                               | – | England     | 2:2 n. V. (2:2, 2:2), 4:3 i. E. |

Im Achtelfinale wurde ein neuer Superstar geboren, als Michael Owen in der 16. Minute zu einem Solo über den halben Platz ansetzte und zum 2:1 einnetzte. Am Ende nutzte es nichts: Argentinien gewann im Elfmeterschießen nach einem turbulenten Spiel, in dem David Beckham des Platzes verwiesen wurde.
Italien setzte sich glanzlos gegen Norwegen durch. Ebenso glanzlos gewann Frankreich, das auch noch die Verlängerung benötigte, um Paraguay zu bezwingen.
Deutschland kam gegen Mexiko weiter. Oliver Bierhoff erzielte kurz vor Ende der Partie das 2:1.
Größte Enttäuschung des Achtelfinales waren die höher eingeschätzten Nigerianer, die gegen die in der Vorrunde wenig überzeugenden Dänen eine herbe Niederlage einstecken und die Heimreise antreten mussten. Die Brasilianer besiegten mühelos Chile.
Kroatien gewann in einem äußerst schwachen Spiel gegen Rumänien durch ein Tor von Davor Šuker.
Die Niederlande kamen glücklich gegen Jugoslawien weiter. Das Siegtor fiel erst in der 90. Minute; zuvor hatten die Jugoslawen beim Stande von 1:1 einen Elfmeter verschossen.

### Viertelfinale
| 3. Juli 1998, 16:30 Uhr in Saint-Denis |   |             |                      |
| Italien                                | – | Frankreich  | 0:0 n. V., 3:4 i. E. |
| 3. Juli 1998, 21:00 Uhr in Nantes      |   |             |                      |
| Brasilien                              | – | Dänemark    | 3:2 (2:1)            |
| 4. Juli 1998, 16:30 Uhr in Marseille   |   |             |                      |
| Niederlande                            | – | Argentinien | 2:1 (1:1)            |
| 4. Juli 1998, 21:00 Uhr in Lyon        |   |             |                      |
| Deutschland                            | – | Kroatien    | 0:3 (0:1)            |

Bei Italien gegen Frankreich blieb es 120 Minuten lang torlos. Im Elfmeterschießen hatten die Franzosen jedoch die besseren Nerven. Pechvogel des Spiels war Luigi Di Biagio, der den letzten Elfmeter an die Querlatte setzte.
Brasilien zitterte sich gegen den Außenseiter aus Dänemark ins Halbfinale. Nachdem Dänemark zunächst mit 1:0 in Führung gehen konnte, drehten die haushoch favorisierten Brasilianer das Spiel noch vor der Pause. Der Ausgleich zum 2:2 gelang Brian Laudrup, ehe Rivaldo nach einer Stunde die Südamerikaner erneut in Führung brachte. Kurz vor Schluss hatte Dänemark durch Marc Rieper noch zwei große Chancen, die allerdings vergeben wurden, sodass Brasilien im Halbfinale stand.
In einem hochklassigen Spiel zwischen den Niederlanden und Argentinien behielten die Niederländer mit 2:1 die Oberhand. Spieler des Tages war Dennis Bergkamp, der das 1:0 vorbereitete und kurz vor Ende der regulären Spielzeit das sehenswerte 2:1-Siegtor erzielte. Sein Tor wurde als das schönste Tor des Turniers gewählt. 
Deutschland schied trotz der wohl stärksten Leistung im Turnier gegen Kroatien aus. Ein gravierender Fehlpass von Lothar Matthäus provozierte seinen Mitspieler Christian Wörns zu einer Notbremse. Der resultierende Platzverweis in der 40. Minute brachte Deutschland auf die Verliererstraße. Kroatien nutzte die Überzahl in der Folgezeit clever aus und kam so zu einem 3:0-Erfolg, einer erfolgreichen Revanche für das Aus im Viertelfinale bei der EM 1996.

### Halbfinale
| 7. Juli 1998, 21:00 Uhr in Marseille   |   |             |                                 |
| Brasilien                              | – | Niederlande | 1:1 n. V. (1:1, 0:0), 4:2 i. E. |
| 8. Juli 1998, 21:00 Uhr in Saint-Denis |   |             |                                 |
| Frankreich                             | – | Kroatien    | 2:1 (0:0)                       |

Brasilien hatte im Halbfinale gegen die Niederlande die besseren Nerven und konnte sich im Elfmeterschießen durchsetzen. Während der regulären Spielzeit brachte Ronaldo die Seleção in Führung. Drei Minuten vor Schluss glich Patrick Kluivert aus und erzwang somit das Elfmeterschießen, nachdem die Verlängerung torlos geblieben war. Während bei Brasilien alle Schützen verwandelten, scheiterten Ronald de Boer und Phillip Cocu an Cláudio Taffarel.
Frankreich konnte gegen Kroatien seinen Siegeszug fortsetzen. Nachdem es zur Halbzeit noch 0:0 gestanden hatte, begann die zweite Hälfte mit einem Paukenschlag. Davor Šuker brachte die Kroaten durch seinen fünften Turniertreffer in Front. Die von fast 80.000 Zuschauern vorangepeitschte Équipe tricolore glich allerdings postwendend durch Lilian Thuram aus. In der 70. Minute war es dann erneut Lilian Thuram, der Frankreich durch seinen zweiten Treffer an diesem Abend erstmals in ein WM-Finale brachte. Es waren Thurams einzige Tore für die Nationalmannschaft.

### Spiel um Platz 3
| 11. Juli 1998, 21:00 Uhr in Paris |   |          |           |
| Niederlande                       | – | Kroatien | 1:2 (1:2) |

Im kleinen Finale zwischen Kroatien und den Niederlanden setzte sich der WM-Debütant durch. Torschütze des 2:1-Siegtreffers war erneut Davor Šuker, der dadurch mit sechs Treffern alleiniger Torschützenkönig der WM 1998 wurde. Mit dem 3. Platz feierte Kroatien den bis dahin größten Erfolg des kroatischen Fußballs bei einer WM.

### Finale
| Brasilien                                                         | Brasilien | Frankreich | Frankreich | Aufstellung                            |
| ----------------------------------------------------------------- | --- | --- | ---------- | -------------------------------------- |
| Brasilien                                                         | \| Finale \| \| 12. Juli 1998 um 21:00 Uhr in Paris/Saint-Denis (Stade de France) \| \| Ergebnis: 0:3 (0:2) \| \| Zuschauer: 80.000 (ausverkauft) \| \| Schiedsrichter: Said Belqola ( Marokko) \| \| Spielbericht \| | \| Finale \| \| 12. Juli 1998 um 21:00 Uhr in Paris/Saint-Denis (Stade de France) \| \| Ergebnis: 0:3 (0:2) \| \| Zuschauer: 80.000 (ausverkauft) \| \| Schiedsrichter: Said Belqola ( Marokko) \| \| Spielbericht \|                                                                          | Frankreich | Aufstellung Brasilien gegen Frankreich |
| Brasilien                                                         | Cláudio Taffarel – Cafu, Júnior Baiano, Aldair, Roberto Carlos – Leonardo (46. Denílson), Dunga , César Sampaio (74. Edmundo), Rivaldo – Ronaldo, Bebeto Cheftrainer: Mário Zagallo                                   | Fabien Barthez – Lilian Thuram, Marcel Desailly, Frank Lebœuf, Bixente Lizarazu – Christian Karembeu (57. Alain Boghossian), Didier Deschamps , Emmanuel Petit – Youri Djorkaeff (76. Patrick Vieira), Zinédine Zidane – Stéphane Guivarc’h (66. Christophe Dugarry) Cheftrainer: Aimé Jacquet | Frankreich | Aufstellung Brasilien gegen Frankreich |
| Brasilien                                                         | 0:1 Zidane (27.) 0:2 Zidane (45.+1') 0:3 Petit (90.+3') | | Frankreich | Aufstellung Brasilien gegen Frankreich |
| Brasilien                                                         | J.Baiano (33.) | Deschamps (39.), Desailly (48.), Karembeu (56.) | Frankreich | Aufstellung Brasilien gegen Frankreich |
| Brasilien                                                         | Desailly (68.) | | Frankreich | Aufstellung Brasilien gegen Frankreich |
| Finale                                                            | | |            |                                        |
| 12. Juli 1998 um 21:00 Uhr in Paris/Saint-Denis (Stade de France) | | |            |                                        |
| Ergebnis: 0:3 (0:2)                                               | | |            |                                        |
| Zuschauer: 80.000 (ausverkauft)                                   | | |            |                                        |
| Schiedsrichter: Said Belqola ( Marokko)                           | | |            |                                        |
| Spielbericht                                                      | | |            |                                        |

Das Finale der Fußball-WM 1998 fand am 12. Juli im Stade de France zwischen Rekordweltmeister Brasilien und Gastgeber Frankreich statt. Vor dem Spiel gab es reichlich Verwirrung um den brasilianischen Stürmerstar Ronaldo, der bis wenige Minuten vor dem Spiel auf dem Spielberichtsbogen fehlte. Letztlich stand er dann doch beim Anpfiff auf dem Feld.
Auf dem Platz zeigte bei diesem Match aber ein anderer seine große Klasse. Spielmacher Zinédine Zidane ebnete seinem Team den Weg zum ersten großen Titel seit 1984. Zidane traf zweimal per Kopf nach Eckbällen. Die brasilianische Nationalmannschaft konnte den stark aufspielenden Franzosen vor 74.000 Zuschauern nichts entgegensetzen. Selbst als Frankreich nach einem Platzverweis von Marcel Desailly die letzten 20 Minuten in Unterzahl spielen musste, gelang es den Südamerikanern nicht, die französische Abwehr um Torhüter Fabien Barthez zu überwinden. Den Schlusspunkt setzte Emmanuel Petit mit dem 3:0 durch einen Konter in der Nachspielzeit.
Die brasilianische Mannschaft blieb weit hinter ihren Möglichkeiten zurück. Insbesondere Ronaldo, der zuvor zum besten Spieler des Turniers gewählt worden war, wirkte streckenweise lethargisch. Dies führte in Brasilien zu vielen Fragen, was das brasilianische Parlament sogar veranlasste, einen Untersuchungsausschuss einzurichten, der den Einfluss des Sponsors Nike auf die Nationalmannschaft untersuchen sollte, der angeblich Druck auf den brasilianischen Trainer ausgeübt hatte, Ronaldo aufzustellen.

### Ehrungen der Platzierten
Zinédine Zidane wurde zu Frankreichs Fußballer des Jahres, zu Europas Fußballer des Jahres und zum FIFA-Weltfußballer des Jahres gewählt. Davor Šuker wurde als Kroatiens Fußballer des Jahres und Pierre van Hooijdonk als Fußballer des Jahres der Niederlande ausgezeichnet.

## Beste Torschützen
| Rang | Spieler            | Tore |
| ---- | ------------------ | ---- |
| 1    | Davor Šuker        | 6    |
| 2    | Gabriel Batistuta  | 5    |
|      | Christian Vieri    | 5    |
| 4    | Luis Hernández     | 4    |
|      | Ronaldo            | 4    |
|      | Marcelo Salas      | 4    |
| 7    | Bebeto             | 3    |
|      | Dennis Bergkamp    | 3    |
|      | Oliver Bierhoff    | 3    |
|      | Thierry Henry      | 3    |
|      | Jürgen Klinsmann   | 3    |
|      | Rivaldo            | 3    |
|      | César Sampaio      | 3    |
| 14   | Roberto Baggio     | 2    |
|      | Shaun Bartlett     | 2    |
|      | Salaheddine Bassir | 2    |
|      | Ronald de Boer     | 2    |
|      | Phillip Cocu       | 2    |
|      | Abdeljalil Hadda   | 2    |

| Rang | Spieler              | Tore |
| ---- | -------------------- | ---- |
| 14   | Fernando Morientes   | 2    |
|      | Robert Prosinečki    | 2    |
|      | Viorel Moldovan      | 2    |
|      | Ricardo Peláez       | 2    |
|      | Marc Wilmots         | 2    |
|      | Lilian Thuram        | 2    |
|      | Brian Laudrup        | 2    |
|      | Michael Owen         | 2    |
|      | Slobodan Komljenović | 2    |
|      | Fernando Hierro      | 2    |
|      | Emmanuel Petit       | 2    |
|      | Patrick Kluivert     | 2    |
|      | Ariel Ortega         | 2    |
|      | Alan Shearer         | 2    |
|      | Theodore Whitmore    | 2    |
|      | Zinédine Zidane      | 2    |

Darüber hinaus gab es 72 Spieler mit einem Treffer. Hinzu kamen sechs Eigentore.

## Schiedsrichter
Die Schiedsrichter-Kommission der FIFA benannte 34 Schiedsrichter und 33 Schiedsrichter-Assistenten für das Turnier.
| Verband  | Schiedsrichter            | Land                         | Anmerkungen                          |
| -------- | ------------------------- | ---------------------------- | ------------------------------------ |
| AFC      | Abdul Rahman al-Zaid      | Saudi-Arabien                |                                      |
| AFC      | Ali Bujsaim               | Vereinigte Arabische Emirate | Leitung Halbfinale                   |
| AFC      | Masayoshi Okada           | Japan                        |                                      |
| AFC      | Pirom Un-prasert          | Thailand                     |                                      |
| CAF      | Said Belqola              | Marokko                      | Leitung Finale                       |
| CAF      | Gamal al-Ghandour         | Ägypten                      |                                      |
| CAF      | Lucien Bouchardeau        | Niger                        |                                      |
| CAF      | Lim Kee Chong             | Mauritius                    |                                      |
| CAF      | Ian McLeod                | Südafrika                    |                                      |
| CONCACAF | Esfandiar Baharmast       | USA                          |                                      |
| CONCACAF | Arturo Brizio Carter      | Mexiko                       |                                      |
| CONCACAF | Ramesh Ramdhan            | Trinidad & Tobago            |                                      |
| CONMEBOL | Javier Castrilli          | Argentinien                  |                                      |
| CONMEBOL | Epifanio González         | Paraguay                     | Leitung Spiel um Platz 3             |
| CONMEBOL | Márcio Rezende de Freitas | Brasilien                    |                                      |
| CONMEBOL | Mario Sánchez Yantén      | Chile                        |                                      |
| CONMEBOL | Alberto Tejada            | Peru                         |                                      |
| CONMEBOL | John Toro Rendón          | Kolumbien                    |                                      |
| UEFA     | Marc Batta                | Frankreich                   |                                      |
| UEFA     | Günter Benkö              | Österreich                   |                                      |
| UEFA     | Pierluigi Collina         | Italien                      |                                      |
| UEFA     | Hugh Dallas               | Schottland                   |                                      |
| UEFA     | Paul Durkin               | England                      |                                      |
| UEFA     | José María García-Aranda  | Spanien                      | Leitung Eröffnungsspiel & Halbfinale |
| UEFA     | Bernd Heynemann           | Deutschland                  |                                      |
| UEFA     | Nikolai Lewnikow          | Russland                     |                                      |
| UEFA     | Urs Meier                 | Schweiz                      |                                      |
| UEFA     | Vítor Melo Pereira        | Portugal                     |                                      |
| UEFA     | Kim Milton Nielsen        | Dänemark                     |                                      |
| UEFA     | Rune Pedersen             | Norwegen                     |                                      |
| UEFA     | László Vágner             | Ungarn                       |                                      |
| UEFA     | Mario van der Ende        | Niederlande                  |                                      |
| UEFA     | Ryszard Wójcik            | Polen                        |                                      |
| OFC      | Edward Lennie             | Australien                   |                                      |

## Fernsehübertragung
Für rund 18 Millionen Mark inkl. Produktionskosten sicherten sich die öffentlich-rechtlichen Rundfunkanstalten ARD und ZDF die deutschen Übertragungsrechte und zeigten alle Spiele live. Die parallel laufenden Spiele des letzten Vorrundenspieltags wurden auf 3sat gezeigt.

## Hintergrund

### Offizieller Spielball
Tricolore war der offizielle Spielball der FIFA-WM 1998. Inspiriert wurden Name und Design des Balls durch die Landesfarben der französischen Flagge (der Trikolore) und den „gallischen Hahn“, das traditionelle Symbol der Franzosen und des französischen Fußballverbands.

### Fernsehen
In Deutschland wurden während der WM von den Fernsehsendern ARD, ZDF, RTL, Sat.1, DSF und Eurosport 102 Sendungen ausgestrahlt.

### Ausschreitungen
Während der Fußballweltmeisterschaft kam es zu Ausschreitungen deutscher Hooligans. Im nordfranzösischen Lens wurde der Polizist Daniel Nivel zusammengeschlagen und lebensgefährlich verletzt. Er überlebte den Vorfall, ist heute aber schwerbehindert und hat keine Erinnerung an den Tag.

### Musik
Offizieller Song des Turniers war der auch heute noch im Zusammenhang mit Fußballspielen verwendete Titel The Cup of Life (La copa de la vida) des puerto-ricanischen Sängers Ricky Martin. Bekannt ist auch die inoffizielle Hymne des Turniers, der Instrumentaltitel Carnaval de Paris des britischen DJs Dario G.